# Fenyleengroep

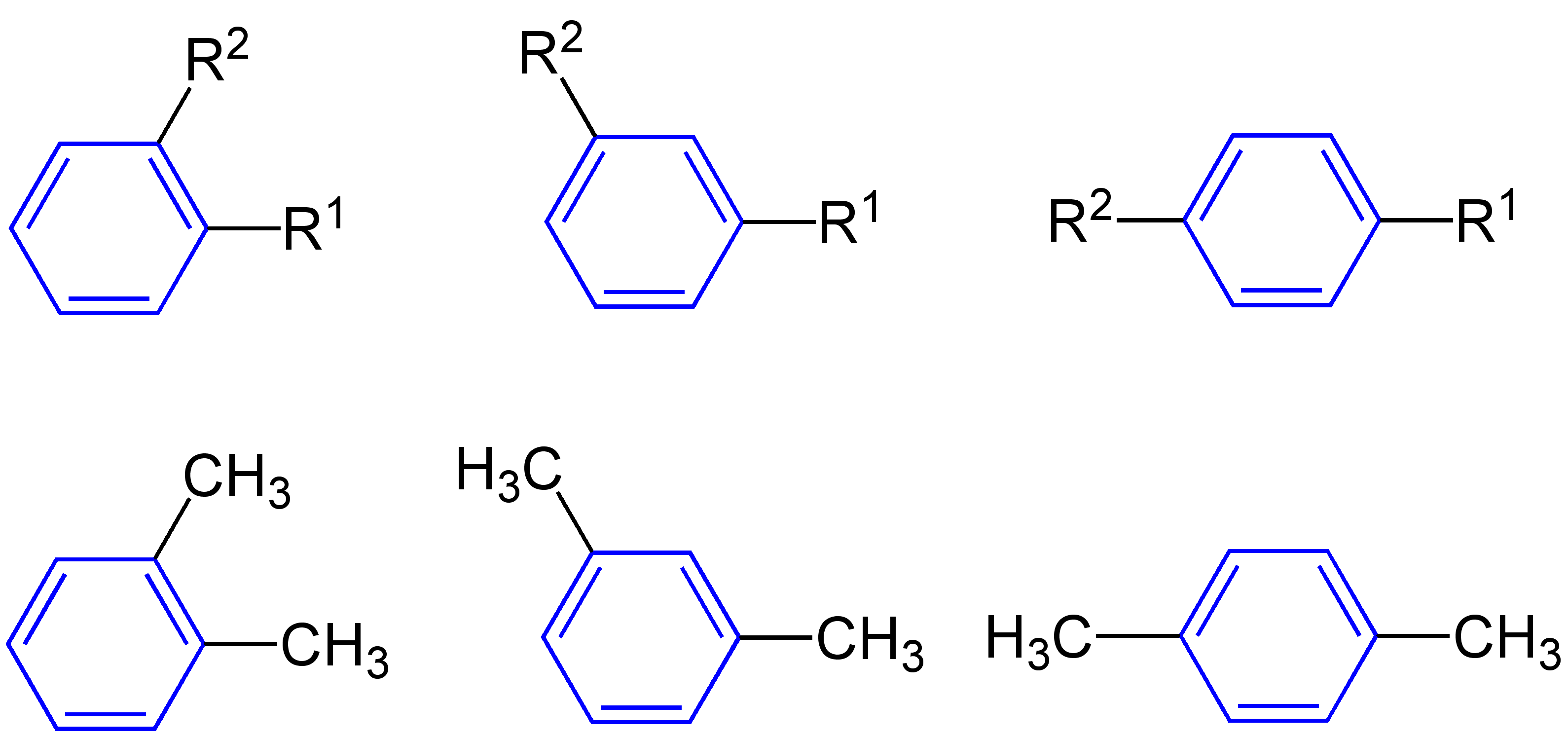
Structuurformule van enkele fenyleenverbindingen.

Een fenyleengroep of aryleengroep is een structuurelement in de organische chemie, waarbij een benzeenring via twee koolstofatomen is verbonden met andere organische structuurelementen. De relatieve plaats waarop de binding plaatsgrijpt wordt benoemd met ortho, meta en para. Een voorbeeld is para-fenyleendiamine.